# شهاب‌سنگ مریخی
شهاب‌سنگ مریخی (انگلیسی: Martian meteorite) صخره‌ای است که در سیارهٔ مریخ تشکیل شده، در اثر برخوردی از سیاره به بیرون پرتاب شده و پیش از فرود به عنوان شهاب‌سنگ روی زمین، فضای میان‌سیاره‌ای را طی کرده و به زمین رسیده‌است. تا سپتامبر ۲۰۲۰، ۲۷۷ شهاب‌سنگ به عنوان مریخ طبقه‌بندی شده بوده‌اند؛ که کمتر از نیم درصد از ۷۲۰۰۰ شهاب‌سنگ طبقه‌بندی شده تا آن زمان است.
سه گروه از شهاب‌سنگ‌های مریخی وجود دارد: شرگوتیت‌ها، نخلیت‌ها و شاسینگنیت‌ها که در مجموع به عنوان شهاب‌سنگ‌های اس‌ان‌سی SNC شناخته می‌شوند. چندین شهاب‌سنگ مریخی دیگر گروه‌بندی نشده‌اند.
این شهاب‌سنگ‌ها به مریخی تعبیر می‌شوند زیرا دارای ترکیبات عنصری و ایزوتوپی هستند که شبیه سنگ‌ها و گازهای جوی در مریخ است که توسط فضاپیماهای در حال گردش، کاوشگرهای سطحی و مریخ نوردها اندازه‌گیری شده‌اند. این اصطلاح شامل شهاب سنگ‌های یافت شده در مریخ، مانند سنگ سپر حرارتی نمی‌شود.